# Franz Fridolin Weber
Franz Fridolin Weber (* 1733 in Zell im Wiesental; † 23. Oktober 1779 in Wien) war der Schwiegervater Wolfgang Amadeus Mozarts. Von Beruf war er erst Amtmann in Zell und später arbeitete er als Bassist, Souffleur und Notenkopist. Er war der ältere Bruder von Franz Anton von Weber (1734–1812), des Vaters des Komponisten Carl Maria von Weber (1786–1826), dessen Onkel er damit war.

## Vorgeschichte
Nachdem sein Vater Fridolin Weber I. (* 22. Juni 1691 in Stetten; † 25. Februar 1754 in Freiburg) 1706 in Freiburg zu studieren angefangen hatte, hatte dieser Kontakte zur Adelsfamilie von Schönau geknüpft. Dadurch wurde er Hauslehrer des Sohnes von Franz Ignaz Anton Josef von Schönau. Der erst neunjährige Franz Ignaz Ludwig verlor 1712 seinen Vater und Fridolin Weber I. sorgte sich um ihn und seine Familie. Als Lohn für die jahrelange Arbeit bekam er schließlich 1721 die Stelle als Amtmann in Zell. Der stetig wachsende Einfluss von Weber I. verärgerte in der Folgezeit seinen einstigen Schützling Franz Ignaz Ludwig, bis der Streit zwischen ihnen 1738 eskalierte. Ludwig gelang es, Weber aus dem Amt zu drängen, dieser klagte auf Wiedereinsetzung, und es folgte eine jahrelange Verhandlung, die mit einem Vergleich endete, bei der Weber eine Entschädigung erhalten sollte.

## Leben
Franz Fridolin Weber wurde 1733 als Sohn von Fridolin Weber geboren, weshalb er auch als Fridolin Weber II. bezeichnet wird. Der Baron Franz Ignaz Ludwig schuldete seinem Vater etwa 4700 Gulden, die er aber nicht bezahlen konnte. Um seine Gläubiger zufriedenzustellen, setzte er 1754 Franz Fridolin Weber als Amtmann in Zell ein. Am 14. September 1756 heiratete er in der Kirche St. Hilarius von Ebnet (heute Stadtteil von Freiburg/Br.) Maria Cäcilia Cordula Stamm (* 23. Oktober 1727 in Mannheim; † 22. August 1793 in Wien). Der Baron war tief verschuldet, weswegen er sich viel Geld leihen musste, auch von seinem Amtmann Fridolin Weber II. Um die Schulden zu verschleiern, wies der Baron ihn an, die Buchhaltung zu manipulieren. Diese Taten machten ihn erpressbar, Ludwig fand immer mehr Möglichkeiten, Geld aus Weber zu schröpfen, bis dieser selber in immer größer werdende Not geriet. Dies gipfelte darin, dass Weber am 30. Juli 1763 seines Amtes enthoben wurde, wogegen er klagte. Die ihm zustehenden Gelder gingen auch nicht ein, weswegen die Not der Familie Weber immer größer wurde. Zu dieser Zeit wurde Constanze Weber, die spätere Frau Wolfgang Amadeus Mozarts, als dritte von insgesamt vier Töchtern geboren.
Im Juni 1764 endete der Streit plötzlich mit einem Vergleich, die Entlassung wurde zurückgenommen, Weber verzichtete allerdings auf die Stelle und zog mit seiner Familie nach Mannheim, woher seine Frau stammte. Das Zeugnis, das Weber nach dem Vergleich vom Baron bekommen hatte, und die Kontakte seiner Frau ermöglichten es ihm, Arbeit als Bassist, Souffleur und Notenkopist zu finden. 1778 zog Weber nach München und ein Jahr später nach Wien. Am 23. Oktober 1779 starb er dort an einem Schlaganfall. Er wurde in der Taufstubengruft der Michaelerkirche in Wien beigesetzt.
Weber hatte vier Töchter:
- Josepha (* um 1758; † 29. Dezember 1819), verheiratete Hofer, wiederverheiratete Mayer. Mozart schrieb für ihre Stimme die Rolle der Königin der Nacht in der Zauberflöte.
- Aloisia (* zwischen 1759 und 1761; † 8. Juni 1839), verheiratete Lange, Gesangslehrerin und als Sopranistin eine der wichtigsten Interpretinnen der Werke Mozarts.
- Constanze (* 5. Januar 1762; † 6. März 1842), die spätere Frau Wolfgang Amadeus Mozarts, wiederverheiratete Nissen.
- Sophie (* Oktober 1763; † 26. Oktober 1846), verheiratete Haibel, wurde ebenfalls Sängerin.